# Thereva canescens
Thereva canescens är en tvåvingeart som beskrevs av Krober 1912. Thereva canescens ingår i släktet Thereva och familjen stilettflugor. Inga underarter finns listade i Catalogue of Life.